# Copa del Rey de fútbol 2025-26
La Copa del Rey de fútbol 2025-26 (denominada Copa del Rey MAPFRE por motivos de patrocinio) es la 122.ª edición de la principal competición nacional de fútbol por eliminatorias de España, que comienza en octubre de 2025 y finaliza en abril de 2026, fecha en la que se celebra la final en el Estadio La Cartuja de Sevilla. El torneo es organizado por la Real Federación Española de Fútbol y en él participaran un total de 126 equipos, todos ellos españoles a excepción del Fútbol Club Andorra, club extranjero excepcionalmente asociado a la RFEF desde 1948. De los equipos participantes, 102 proceden de las cinco divisiones de carácter nacional, 20 acceden desde las principales divisiones de ámbito regional y los cuatro restantes en calidad de semifinalistas de la Copa Federación. 
El F. C. Barcelona es el defensor del título tras haber conquistado su 32.º título en la temporada anterior. Los dos equipos finalistas se clasifican para jugar las semifinales de la Supercopa de España 2027 junto al campeón y el subcampeón de la Primera División de España 2025-26.

## Formato y distribución
El campeonato se divide en una ronda preliminar, seis rondas clasificatorias y una final en sede neutral. Todas las rondas clasificatorias, a excepción de las semifinales, se juegan a partido único. Los encuentros se juegan en el campo del equipo de menor categoría o en el campo del equipo cuya bola en el sorteo se haya extraído primero, en el caso de que ambos equipos procedan de la misma categoría. En semifinales, esta premisa se aplica al partido de ida, jugándose el partido de vuelta en el campo del equipo contrario. No todos los equipos ingresan a la competición en la misma ronda, distribuyéndose el acceso de los clubes de la siguiente forma:
|                                     | Equipos que entran en esta fase | Equipos que provienen de la fase anterior |
| ----------------------------------- | --- | ----------------------------------------- |
| Ronda preliminar (20 equipos)       | - 20 equipos de las primeras divisiones regionales |                                           |
| Primera eliminatoria (112 equipos)  | - 16 equipos de la Primera División 2025-26 - 21 equipos de la Segunda División 2025-26 - 21 equipos de la Primera Federación 2025-26 - 29 equipos de la Segunda Federación 2025-26 - 11 equipos de la Tercera Federación 2025-26 - 4 equipos semifinalistas de la Copa Federación 2025 | - 10 ganadores de la ronda preliminar     |
| Segunda eliminatoria (56 equipos)   | | - 56 ganadores de la primera eliminatoria |
| Dieciseisavos de final (32 equipos) | - 4 equipos participantes en la Supercopa de España 2026 | - 28 ganadores de la segunda eliminatoria |

## Participantes
Según indica la RFEF, aunque el acceso de los equipos al torneo se da por su clasificación en la temporada previa, para el sorteo de las distintas rondas los clubes se organizan en categorías en función de las divisiones a las que pertenecen en la temporada en curso. En la siguiente tabla se muestra la lista de participantes según la ronda de acceso:
| Dieciseisavos de final            | Dieciseisavos de final              | Dieciseisavos de final                   | Dieciseisavos de final          |
| --------------------------------- | ----------------------------------- | ---------------------------------------- | ------------------------------- |
| F. C. Barcelona (CC)              | Real Madrid C. F. (2C)              | Atlético de Madrid (3L)                  | Athletic Club (4L)              |
| Primera eliminatoria              |                                     |                                          |                                 |
| C. A. Osasuna (1D)                | Granada C. F. (2D)                  | Racing Club de Ferrol (1F)               | UCAM Murcia C. F. (2F)          |
| Deportivo Alavés (1D)             | Málaga C. F. (2D)                   | Real Avilés (1F)                         | U. D. Logroñés (2F)             |
| Elche C. F. (1D)                  | Racing de Santander (2D)            | Real Murcia C. F. (1F)                   | U. D. Mutilvera (2F)            |
| Getafe C. F. (1D)                 | R. C. Deportivo de La Coruña (2D)   | S. D. Ponferradina (1F)                  | U. D. Ourense (2F)              |
| Girona F. C. (1D)                 | Real Sporting de Gijón (2D)         | S. D. Tarazona (1F)                      | U. D. Poblense (2F)             |
| Levante U. D. (1D)                | Real Valladolid C. F. (2D)          | U. D. Ibiza (1F)                         | U. D. Sámano (2F)               |
| R. C. Celta de Vigo (1D)          | Real Zaragoza (2D)                  | Atlético Astorga F. C. (2F)              | U. E. Sant Andreu (2F)          |
| R. C. D. Mallorca (1D)            | S. D. Eibar (2D)                    | C. A. Antoniano (2F)                     | U. P. Langreo (2F)              |
| R. C. D. Espanyol (1D)            | S. D. Huesca (2D)                   | C. D. A. Navalcarnero (2F)               | Utebo F. C. (2F)                |
| Rayo Vallecano (1D)               | U. D. Almería (2D)                  | C. D. Atlético Baleares (2F)             | Caudal Deportivo (3F)           |
| Real Betis Balompié (1D)          | U. D. Las Palmas (2D)               | C. D. Ebro (2F)                          | C. D. Atlético Tordesillas (3F) |
| Real Oviedo (1D)                  | Antequera C. F. (1F)                | C. D. Estepona (2F)                      | C. D. Azuaga (3F)               |
| Real Sociedad (1D)                | Arenas Club (1F)                    | C. D. Extremadura (2F)                   | C. D. Cieza (3F)                |
| Sevilla F. C. (1D)                | A. D. Mérida (1F)                   | C. D. Numancia (2F)                      | C. D. Ciudad de Lucena (3F)     |
| Valencia C. F. (1D)               | C. D. Eldense (1F)                  | C. D. Quintanar del Rey (2F)             | C. D. Constància (3F)           |
| Villarreal C. F. (1D)             | C. D. Guadalajara (1F)              | C. F. Lorca Deportiva (2F)               | C. D. Roda (3F)                 |
| A. D. Ceuta F. C. (2D)            | C. D. Tenerife (1F)                 | C. F. Rayo Majadahonda (2F)              | C. D. Tropezón (3F)             |
| Albacete Balompié (2D)            | C. D. Teruel (1F)                   | F. C. La Unión Atlético (2F)             | C. D. Valle de Egüés (3F)       |
| Burgos C. F. (2D)                 | C. E. Europa (1F)                   | Náxara C. D. (2F)                        | Club Portugalete (3F)           |
| C. D. Castellón (2D)              | C. E. Sabadell F. C. (1F)           | Real Ávila C. F. (2F)                    | U. D. San Fernando (3F)         |
| C. D. Leganés (2D)                | C. F. Talavera de la Reina (1F)     | Real Jaén C. F. (2F)                     |                                 |
| C. D. Mirandés (2D)               | C. P. Cacereño (1F)                 | R. S. D. Alcalá (2F)                     |                                 |
| Cádiz C. F. (2D)                  | F. C. Cartagena (1F)                | Reus F. C. Reddis (2F)                   |                                 |
| Córdoba C. F. (2D)                | Gimnástic de Tarragona (1F)         | Salerm Cosmetics Puente Genil F. C. (2F) |                                 |
| Cultural y Deportiva Leonesa (2D) | Juventud de Torremolinos C. F. (1F) | S. D. Logroñés (2F)                      |                                 |
| F. C. Andorra (2D)                | Pontevedra C. F. (1F)               | Torrent C. F. (2F)                       |                                 |
| Ronda preliminar                  |                                     |                                          |                                 |
| Atlètic Sant Just F. C. (DR)      | C. D. Getxo (DR)                    | Sporting de Ceuta (DR)                   | (DR)                            |
| Atlético Calatayud C. F. (DR)     | C. D. Yuncos (DR)                   | U. D. Los Garres (DR)                    | (DR)                            |
| Atlético Melilla C. F. (DR)       | C. F. Campanario (DR)               | Universitario F. C. (DR)                 | (DR)                            |
| Betis C. F. Valladolid (DR)       | C. F. Inter de Valdemoro (DR)       | (DR)                                     | (DR)                            |
| C. C. D. Alberite (DR)            | Manises C. F. (DR)                  | (DR)                                     | (DR)                            |

Leyenda
| CC: Campeón de Copa 2C: Subcampeón de Copa. 3L: Tercero en Liga. 4L: Cuarto en Liga. 1D: Primera División. | 2D: Segunda División. 1F: Primera Federación. 2F: Segunda Federación. 3F: Tercera Federación. CF: Copa Federación. DR: División Regional. |

## Ronda preliminar
Participan en esta ronda, emparejados bajo criterios de proximidad geográfica, los 20 equipos procedentes de las divisiones regionales, cada uno de ellos clasificado desde una de las diecinueve federaciones territoriales más un representante adicional por Andalucía. Se juegan un total de 10 eliminatorias. Los ganadores se clasifican para la primera ronda eliminatoria.

## Primera ronda
Participan en esta ronda un total de 112 equipos, de los cuales 102 proceden de las cinco divisiones nacionales y los 10 restantes de la ronda preliminar. Se juegan un total de 56 eliminatorias a partido único en octubre. Quedaron exentos en esta primera eliminatoria el  Athletic Club, el Atlético de Madrid, el F. C. Barcelona y el Real Madrid C. F., debido a su condición de participantes en la Supercopa de España. Los ganadores se clasificaron para la segunda ronda eliminatoria.

## Segunda ronda
Participan en esta ronda un total de 56 equipos. Se juegan un total de 28 eliminatorias a partido único en diciembre de 2025. Continuaron exentos en esta segunda eliminatoria el Athletic Club, el Atlético de Madrid, el F. C. Barcelona y el Real Madrid C. F., debido a su condición de participantes en la Supercopa de España. Los ganadores se clasificaron para la ronda de dieciseisavos de final.

## Cuadro final
|  | Dieciseisavos de final | Dieciseisavos de final |  |  | Octavos de final | Octavos de final |  |  | Cuartos de final | Cuartos de final |  |  | Semifinales                                  | Semifinales                                  | Semifinales                                  | Semifinales                                  |  |  | Final                                        | Final                                        |  |
|  | diciembre de 2025      | diciembre de 2025      |  |  | enero de 2026    | enero de 2026    |  |  | febrero de 2026  | febrero de 2026  |  |  | febrero de 2026 (ida) abril de 2026 (vuelta) | febrero de 2026 (ida) abril de 2026 (vuelta) | febrero de 2026 (ida) abril de 2026 (vuelta) | febrero de 2026 (ida) abril de 2026 (vuelta) |  |  | 25 abril de 2026 Estadio La Cartuja, Sevilla | 25 abril de 2026 Estadio La Cartuja, Sevilla |  |
|  |                        |                        |  |  |                  |                  |  |  |                  |                  |  |  |                                              |                                              |                                              |                                              |  |  |                                              |                                              |  |
|  |                        |                        |  |  |                  |                  |  |  |                  |                  |  |  |                                              |                                              |                                              |                                              |  |  |                                              |                                              |  |
|  |                        |                        |  |  |                  |                  |  |  |                  |                  |  |  |                                              |                                              |                                              |                                              |  |  |                                              |                                              |  |
|  |                        |                        |  |  |                  |                  |  |  |                  |                  |  |  |                                              |                                              |                                              |                                              |  |  |                                              |                                              |  |
|  |                        |                        |  |  |                  |                  |  |  |                  |                  |  |  |                                              |                                              |                                              |                                              |  |  |                                              |                                              |  |
|  |                        |                        |  |  |                  |                  |  |  |                  |                  |  |  |                                              |                                              |                                              |                                              |  |  |                                              |                                              |  |
|  |                        |                        |  |  |                  |                  |  |  |                  |                  |  |  |                                              |                                              |                                              |                                              |  |  |                                              |                                              |  |
|  |                        |                        |  |  |                  |                  |  |  |                  |                  |  |  |                                              |                                              |                                              |                                              |  |  |                                              |                                              |  |
|  |                        |                        |  |  |                  |                  |  |  |                  |                  |  |  |                                              |                                              |                                              |                                              |  |  |                                              |                                              |  |
|  |                        |                        |  |  |                  |                  |  |  |                  |                  |  |  |                                              |                                              |                                              |                                              |  |  |                                              |                                              |  |
|  |                        |                        |  |  |                  |                  |  |  |                  |                  |  |  |                                              |                                              |                                              |                                              |  |  |                                              |                                              |  |
|  |                        |                        |  |  |                  |                  |  |  |                  |                  |  |  |                                              |                                              |                                              |                                              |  |  |                                              |                                              |  |
|  |                        |                        |  |  |                  |                  |  |  |                  |                  |  |  |                                              |                                              |                                              |                                              |  |  |                                              |                                              |  |
|  |                        |                        |  |  |                  |                  |  |  |                  |                  |  |  |                                              |                                              |                                              |                                              |  |  |                                              |                                              |  |
|  |                        |                        |  |  |                  |                  |  |  |                  |                  |  |  |                                              |                                              |                                              |                                              |  |  |                                              |                                              |  |
|  |                        |                        |  |  |                  |                  |  |  |                  |                  |  |  |                                              |                                              |                                              |                                              |  |  |                                              |                                              |  |
|  |                        |                        |  |  |                  |                  |  |  |                  |                  |  |  |                                              |                                              |                                              |                                              |  |  |                                              |                                              |  |
|  |                        |                        |  |  |                  |                  |  |  |                  |                  |  |  |                                              |                                              |                                              |                                              |  |  |                                              |                                              |  |
|  |                        |                        |  |  |                  |                  |  |  |                  |                  |  |  |                                              |                                              |                                              |                                              |  |  |                                              |                                              |  |
|  |                        |                        |  |  |                  |                  |  |  |                  |                  |  |  |                                              |                                              |                                              |                                              |  |  |                                              |                                              |  |
|  |                        |                        |  |  |                  |                  |  |  |                  |                  |  |  |                                              |                                              |                                              |                                              |  |  |                                              |                                              |  |
|  |                        |                        |  |  |                  |                  |  |  |                  |                  |  |  |                                              |                                              |                                              |                                              |  |  |                                              |                                              |  |
|  |                        |                        |  |  |                  |                  |  |  |                  |                  |  |  |                                              |                                              |                                              |                                              |  |  |                                              |                                              |  |
|  |                        |                        |  |  |                  |                  |  |  |                  |                  |  |  |                                              |                                              |                                              |                                              |  |  |                                              |                                              |  |
|  |                        |                        |  |  |                  |                  |  |  |                  |                  |  |  |                                              |                                              |                                              |                                              |  |  |                                              |                                              |  |
|  |                        |                        |  |  |                  |                  |  |  |                  |                  |  |  |                                              |                                              |                                              |                                              |  |  |                                              |                                              |  |
|  |                        |                        |  |  |                  |                  |  |  |                  |                  |  |  |                                              |                                              |                                              |                                              |  |  |                                              |                                              |  |
|  |                        |                        |  |  |                  |                  |  |  |                  |                  |  |  |                                              |                                              |                                              |                                              |  |  |                                              |                                              |  |
|  |                        |                        |  |  |                  |                  |  |  |                  |                  |  |  |                                              |                                              |                                              |                                              |  |  |                                              |                                              |  |
|  |                        |                        |  |  |                  |                  |  |  |                  |                  |  |  |                                              |                                              |                                              |                                              |  |  |                                              |                                              |  |
|  |                        |                        |  |  |                  |                  |  |  |                  |                  |  |  |                                              |                                              |                                              |                                              |  |  |                                              |                                              |  |
|  |                        |                        |  |  |                  |                  |  |  |                  |                  |  |  |                                              |                                              |                                              |                                              |  |  |                                              |                                              |  |
|  |                        |                        |  |  |                  |                  |  |  |                  |                  |  |  |                                              |                                              |                                              |                                              |  |  |                                              |                                              |  |
|  |                        |                        |  |  |                  |                  |  |  |                  |                  |  |  |                                              |                                              |                                              |                                              |  |  |                                              |                                              |  |
|  |                        |                        |  |  |                  |                  |  |  |                  |                  |  |  |                                              |                                              |                                              |                                              |  |  |                                              |                                              |  |
|  |                        |                        |  |  |                  |                  |  |  |                  |                  |  |  |                                              |                                              |                                              |                                              |  |  |                                              |                                              |  |
|  |                        |                        |  |  |                  |                  |  |  |                  |                  |  |  |                                              |                                              |                                              |                                              |  |  |                                              |                                              |  |
|  |                        |                        |  |  |                  |                  |  |  |                  |                  |  |  |                                              |                                              |                                              |                                              |  |  |                                              |                                              |  |
|  |                        |                        |  |  |                  |                  |  |  |                  |                  |  |  |                                              |                                              |                                              |                                              |  |  |                                              |                                              |  |
|  |                        |                        |  |  |                  |                  |  |  |                  |                  |  |  |                                              |                                              |                                              |                                              |  |  |                                              |                                              |  |
|  |                        |                        |  |  |                  |                  |  |  |                  |                  |  |  |                                              |                                              |                                              |                                              |  |  |                                              |                                              |  |
|  |                        |                        |  |  |                  |                  |  |  |                  |                  |  |  |                                              |                                              |                                              |                                              |  |  |                                              |                                              |  |
|  |                        |                        |  |  |                  |                  |  |  |                  |                  |  |  |                                              |                                              |                                              |                                              |  |  |                                              |                                              |  |
|  |                        |                        |  |  |                  |                  |  |  |                  |                  |  |  |                                              |                                              |                                              |                                              |  |  |                                              |                                              |  |
|  |                        |                        |  |  |                  |                  |  |  |                  |                  |  |  |                                              |                                              |                                              |                                              |  |  |                                              |                                              |  |
|  |                        |                        |  |  |                  |                  |  |  |                  |                  |  |  |                                              |                                              |                                              |                                              |  |  |                                              |                                              |  |
|  |                        |                        |  |  |                  |                  |  |  |                  |                  |  |  |                                              |                                              |                                              |                                              |  |  |                                              |                                              |  |
|  |                        |                        |  |  |                  |                  |  |  |                  |                  |  |  |                                              |                                              |                                              |                                              |  |  |                                              |                                              |  |
|  |                        |                        |  |  |                  |                  |  |  |                  |                  |  |  |                                              |                                              |                                              |                                              |  |  |                                              |                                              |  |
|  |                        |                        |  |  |                  |                  |  |  |                  |                  |  |  |                                              |                                              |                                              |                                              |  |  |                                              |                                              |  |
|  |                        |                        |  |  |                  |                  |  |  |                  |                  |  |  |                                              |                                              |                                              |                                              |  |  |                                              |                                              |  |
|  |                        |                        |  |  |                  |                  |  |  |                  |                  |  |  |                                              |                                              |                                              |                                              |  |  |                                              |                                              |  |
|  |                        |                        |  |  |                  |                  |  |  |                  |                  |  |  |                                              |                                              |                                              |                                              |  |  |                                              |                                              |  |
|  |                        |                        |  |  |                  |                  |  |  |                  |                  |  |  |                                              |                                              |                                              |                                              |  |  |                                              |                                              |  |
|  |                        |                        |  |  |                  |                  |  |  |                  |                  |  |  |                                              |                                              |                                              |                                              |  |  |                                              |                                              |  |
|  |                        |                        |  |  |                  |                  |  |  |                  |                  |  |  |                                              |                                              |                                              |                                              |  |  |                                              |                                              |  |
|  |                        |                        |  |  |                  |                  |  |  |                  |                  |  |  |                                              |                                              |                                              |                                              |  |  |                                              |                                              |  |
|  |                        |                        |  |  |                  |                  |  |  |                  |                  |  |  |                                              |                                              |                                              |                                              |  |  |                                              |                                              |  |
|  |                        |                        |  |  |                  |                  |  |  |                  |                  |  |  |                                              |                                              |                                              |                                              |  |  |                                              |                                              |  |
|  |                        |                        |  |  |                  |                  |  |  |                  |                  |  |  |                                              |                                              |                                              |                                              |  |  |                                              |                                              |  |
|  |                        |                        |  |  |                  |                  |  |  |                  |                  |  |  |                                              |                                              |                                              |                                              |  |  |                                              |                                              |  |
|  |                        |                        |  |  |                  |                  |  |  |                  |                  |  |  |                                              |                                              |                                              |                                              |  |  |                                              |                                              |  |
|  |                        |                        |  |  |                  |                  |  |  |                  |                  |  |  |                                              |                                              |                                              |                                              |  |  |                                              |                                              |  |
|  |                        |                        |  |  |                  |                  |  |  |                  |                  |  |  |                                              |                                              |                                              |                                              |  |  |                                              |                                              |  |
|  |                        |                        |  |  |                  |                  |  |  |                  |                  |  |  |                                              |                                              |                                              |                                              |  |  |                                              |                                              |  |
|  |                        |                        |  |  |                  |                  |  |  |                  |                  |  |  |                                              |                                              |                                              |                                              |  |  |                                              |                                              |  |
|  |                        |                        |  |  |                  |                  |  |  |                  |                  |  |  |                                              |                                              |                                              |                                              |  |  |                                              |                                              |  |
|  |                        |                        |  |  |                  |                  |  |  |                  |                  |  |  |                                              |                                              |                                              |                                              |  |  |                                              |                                              |  |
|  |                        |                        |  |  |                  |                  |  |  |                  |                  |  |  |                                              |                                              |                                              |                                              |  |  |                                              |                                              |  |
|  |                        |                        |  |  |                  |                  |  |  |                  |                  |  |  |                                              |                                              |                                              |                                              |  |  |                                              |                                              |  |
|  |                        |                        |  |  |                  |                  |  |  |                  |                  |  |  |                                              |                                              |                                              |                                              |  |  |                                              |                                              |  |
|  |                        |                        |  |  |                  |                  |  |  |                  |                  |  |  |                                              |                                              |                                              |                                              |  |  |                                              |                                              |  |
|  |                        |                        |  |  |                  |                  |  |  |                  |                  |  |  |                                              |                                              |                                              |                                              |  |  |                                              |                                              |  |
|  |                        |                        |  |  |                  |                  |  |  |                  |                  |  |  |                                              |                                              |                                              |                                              |  |  |                                              |                                              |  |
|  |                        |                        |  |  |                  |                  |  |  |                  |                  |  |  |                                              |                                              |                                              |                                              |  |  |                                              |                                              |  |
|  |                        |                        |  |  |                  |                  |  |  |                  |                  |  |  |                                              |                                              |                                              |                                              |  |  |                                              |                                              |  |
|  |                        |                        |  |  |                  |                  |  |  |                  |                  |  |  |                                              |                                              |                                              |                                              |  |  |                                              |                                              |  |
|  |                        |                        |  |  |                  |                  |  |  |                  |                  |  |  |                                              |                                              |                                              |                                              |  |  |                                              |                                              |  |
|  |                        |                        |  |  |                  |                  |  |  |                  |                  |  |  |                                              |                                              |                                              |                                              |  |  |                                              |                                              |  |
|  |                        |                        |  |  |                  |                  |  |  |                  |                  |  |  |                                              |                                              |                                              |                                              |  |  |                                              |                                              |  |
|  |                        |                        |  |  |                  |                  |  |  |                  |                  |  |  |                                              |                                              |                                              |                                              |  |  |                                              |                                              |  |
|  |                        |                        |  |  |                  |                  |  |  |                  |                  |  |  |                                              |                                              |                                              |                                              |  |  |                                              |                                              |  |
|  |                        |                        |  |  |                  |                  |  |  |                  |                  |  |  |                                              |                                              |                                              |                                              |  |  |                                              |                                              |  |
|  |                        |                        |  |  |                  |                  |  |  |                  |                  |  |  |                                              |                                              |                                              |                                              |  |  |                                              |                                              |  |
|  |                        |                        |  |  |                  |                  |  |  |                  |                  |  |  |                                              |                                              |                                              |                                              |  |  |                                              |                                              |  |
|  |                        |                        |  |  |                  |                  |  |  |                  |                  |  |  |                                              |                                              |                                              |                                              |  |  |                                              |                                              |  |
|  |                        |                        |  |  |                  |                  |  |  |                  |                  |  |  |                                              |                                              |                                              |                                              |  |  |                                              |                                              |  |
|  |                        |                        |  |  |                  |                  |  |  |                  |                  |  |  |                                              |                                              |                                              |                                              |  |  |                                              |                                              |  |
|  |                        |                        |  |  |                  |                  |  |  |                  |                  |  |  |                                              |                                              |                                              |                                              |  |  |                                              |                                              |  |
|  |                        |                        |  |  |                  |                  |  |  |                  |                  |  |  |                                              |                                              |                                              |                                              |  |  |                                              |                                              |  |
|  |                        |                        |  |  |                  |                  |  |  |                  |                  |  |  |                                              |                                              |                                              |                                              |  |  |                                              |                                              |  |
|  |                        |                        |  |  |                  |                  |  |  |                  |                  |  |  |                                              |                                              |                                              |                                              |  |  |                                              |                                              |  |
|  |                        |                        |  |  |                  |                  |  |  |                  |                  |  |  |                                              |                                              |                                              |                                              |  |  |                                              |                                              |  |
|  |                        |                        |  |  |                  |                  |  |  |                  |                  |  |  |                                              |                                              |                                              |                                              |  |  |                                              |                                              |  |
|  |                        |                        |  |  |                  |                  |  |  |                  |                  |  |  |                                              |                                              |                                              |                                              |  |  |                                              |                                              |  |
|  |                        |                        |  |  |                  |                  |  |  |                  |                  |  |  |                                              |                                              |                                              |                                              |  |  |                                              |                                              |  |
|  |                        |                        |  |  |                  |                  |  |  |                  |                  |  |  |                                              |                                              |                                              |                                              |  |  |                                              |                                              |  |

### Dieciseisavos de final
Participan en esta ronda un total de 32 equipos, de los cuales 28 procedieron de la segunda ronda eliminatoria y los cuatro restantes debutaron en esta ronda gracias a su condición de participantes en la Supercopa de España: el Athletic Club, el Atlético de Madrid, el F. C. Barcelona y el Real Madrid C. F. Se juegan un total de 16 eliminatorias a partido único en diciembre de 2025. Los ganadores se clasifican para la ronda de octavos de final.

### Octavos de final
Participan en esta ronda un total de 16 equipos procedentes de la ronda de dieciseisavos de final. Se juegan un total de 8 eliminatorias a partido único en enero de 2026. Los ganadores se clasifican para la ronda de cuartos de final.

### Cuartos de final
Participan en esta ronda un total de 8 equipos procedentes de la ronda de octavos de final. Se juegan un total de 4 eliminatorias a partido único en febrero de 2026. Esta fue la última ronda clasificatoria que se disputa a partido único. Los ganadores se clasifican para la ronda de semifinales.

### Semifinales
Participan en esta ronda los 4 equipos ganadores de la ronda de cuartos de final. Esta es la única ronda clasificatoria de la competición que se juega a doble partido, cuyos encuentros de ida se disputan en febrero de 2026 y los encuentros de vuelta en abril de 2026. Los dos equipos ganadores se clasifican para la final de la Copa del Rey y a las semifinales de la Supercopa de España 2027.

### Final
La final la disputan el X y el Y como equipos vencedores de la ronda de semifinales. El partido se juega en abril de 2026 en el Estadio La Cartuja de Sevilla.

## Estadísticas

### Máximos goleadores
| Pos. | Jugador | Goles | Asist. | Part. | Pen. | Prom. | Club |
| ---- | ------- | ----- | ------ | ----- | ---- | ----- | ---- |
| 1    |         | 0     | 0      | 0     | 0    | 0     |      |
| 2    |         | 0     | 0      | 0     | 0    | 0     |      |
| 3    |         | 0     | 0      | 0     | 0    | 0     |      |
| 4    |         | 0     | 0      | 0     | 0    | 0     |      |
| 5    |         | 0     | 0      | 0     | 0    | 0     |      |
| 6    |         | 0     | 0      | 0     | 0    | 0     |      |
| 7    |         | 0     | 0      | 0     | 0    | 0     |      |
| 8    |         | 0     | 0      | 0     | 0    | 0     |      |
| 9    |         | 0     | 0      | 0     | 0    | 0     |      |
| 10   |         | 0     | 0      | 0     | 0    | 0     |      |

En caso de igualdad en cuanto a número de goles, se utilizan los siguientes criterios de desempate:
- El jugador que ha dado un mayor número de asistencias.
- El jugador que ha anotado menos goles de penalti.
- El jugador que tiene un mayor promedio de goles por partido.
- El jugador que ha recibido menos tarjetas rojas.
- El jugador que ha recibido menos tarjetas amarillas.